# Joseph Manion
Joseph Manion (21 de junio de 1981) es un deportista estadounidense que compitió en remo como timonel. Ganó una medalla de plata en el Campeonato Mundial de Remo de 2002, en la prueba de dos con timonel.

## Palmarés internacional
| Campeonato Mundial | Campeonato Mundial | Campeonato Mundial | Campeonato Mundial |
| Año                | Lugar              | Medalla            | Prueba             |
| ------------------ | ------------------ | ------------------ | ------------------ |
| 2002               | Sevilla (España)   | Medalla de plata   | Dos con timonel    |